# 압식시맙
압식시맙(abciximab)은 얀센 바이오로직스 BY가 제조해 일라이 릴리가 리오프로(Reopro)라는 상품명으로 유통하는 항혈소판제로, 혈관성형술 같은 관상동맥 수술 중이나 후에 혈소판이 잘 뭉치지 못하게 해 혈전 형성을 막는다. 작용 기전으로 분류할 시 당단백질 IIb/IIIa 억제제에 속한다.
압식시맙의 혈장 반감기는 짧지만, 혈소판 수용체에 강하게 결합하므로 일부 수용체는 수 주 동안 점유할 수 있다. 약물 사용 중단 후 약 96~120시간이 지나면 혈소판 응집이 서서히 정상으로 돌아온다. 압식시맙은 혈소판 막에 존재하는 당단백질 IIb/IIIa 수용체를 표적으로 하는 면역글로불린의 항원 결합 부위(Fab)를 이용해 만들어졌다.

## 적응증
경피관상동맥중재술, 즉 (스텐트사용 여부와 관계없이) 혈관성형술을 받는 환자에서 사용 가능하다. 이러한 환자에게 압식시맙을 사용하면 수술로 인한 허혈성 합병증 발생률을 낮출 수 있으며, 수술 후 1달 동안 관상동맥 재개통술을 다시 시행해야 할 필요 역시 감소한다.
당뇨병과 만성 콩팥병(CKD)이 있어도 사용 가능하다고 알려져 있다. 응급 수술이 예정된 환자에게는 적절하지 못한데, 출혈 시간이 원래대로 돌아오는 데에 12시간 정도가 걸릴 수 있기 때문이다. 유아에서는 가와사키병 등을 대상으로 써볼 수 있다.

## 약리학
압식시맙의 혈장 반감기는 10분, 2단계 반감기는 약 30분에 불과하다. 그러나 투여가 끝난 지 48시간 뒤까지 항혈소판 효과가 지속될 수 있으며, 당단백질 IIb/IIIa 수용체 차단 효과는 투여 후 15일까지 유지된다. 신부전 화낮에서 용량 조절은 필요하지 않다.

## 부작용
대부분의 부작용은 항혈소판 효과로 인해 출혈 위험이 증가한다는 점에서 기인한다. 가장 흔한 출혈 부작용은 위장관 출혈이다.
혈소판감소증은 드물지만 심각한 위험 요소로, 혈중 순환하는 혈소판 수가 급격히 떨어질 수 있다. 압식시맙 유발성 혈소판감소증은 대부분 투여 후 수 시간 만에 급속히 나타나지만, 투여 후 16일이 지나서야 발생한 사례도 존재한다. 현재까지 알려진 압식시맙 유발성 혈소판감소증의 유일한 치료법은 혈소판 수혈이지만, 새로 수혈한 혈소판의 수용체에도 압식시맙이 결합해 버릴 수 있으므로 효과는 제한적일 수 있다.